# إيلينا نيكوليتش
إيلينا نيكوليتش (بالسيريلية الصربية: Јелена Николић) (13 أبريل 1982 في صربيا - ) هي لاعبة كرة طائرة صربيا في مركز ضارب خارجي ‏. شاركت في الألعاب الأولمبية الصيفية 2008 والكرة الطائرة في الألعاب الأولمبية الصيفية 2016.

## وصلات خارجية
- إيلينا نيكوليتش على موقع الاتحاد الدولي beach volleyball database (الإنجليزية)
- إيلينا نيكوليتش على موقع الاتحاد الأوروبي (الإنجليزية)
- إيلينا نيكوليتش على موقع عالم الكرة الطائرة (الإنجليزية)
- إيلينا نيكوليتش على موقع Ligue Nationale de Volley (الفرنسية)
- إيلينا نيكوليتش على موقع دوري الدرجة الأولى الإيطالي للكرة الطائرة - سيدات (الإيطالية)
- إيلينا نيكوليتش على موقع اللجنة الأولمبية الدولية (الإنجليزية)
- إيلينا نيكوليتش على موقع أوليمبيديا (الإنجليزية)
- إيلينا نيكوليتش على موقع اللجنة الأولمبية الصربية (الصربية)